# Cowboy Songs and Other Frontier Ballads
Pour les articles homonymes, voir Cowboy.
Cowboy Songs and Other Frontier Ballads est le premier ouvrage publié par John Lomax, en novembre 1910 chez Sturgis & Walton à New York. Il s'agit d'une anthologie de la chanson traditionnelle des cow-boys, résultat de plusieurs années de recherches et de collecte sur le terrain. Il est dédié à l'ancien Président des États-Unis Theodore Roosevelt.
Cet ouvrage a fait connaître le travail de Lomax au grand public et aurait contribué à son élection à la tête de l'American Folklore Society (en) (1912-1913). Il a été plusieurs fois réédité.